# إرنست ميلفيل تشارلز غيست
إرنست ميلفيل تشارلز غيست (بالإنجليزية: Ernest Melville Charles Guest)‏ هو طيار جوي ‏ زيمبابوي، ولد في مايو 1920 في هراري في زيمبابوي، وتوفي في 4 أكتوبر 1943 بسبب قتل في المعركة.